# G1廣播
株式會社G1廣播（江原第一廣播），原名江原民放，是坐落在韩国江原道的一家地区性民间广播电视公司。2001年4月23日成立，2001年12月15日开播。属于SBS聯播網。

## 站点
- 电视
  - 邏輯頻道編號(LCN)：6-1
  - 开播：2001年12月15日
  - 識別訊號：：HLCG-DTV
- 调频广播 （FreshFM）
  - 频率 - 105.1MHz (春川), 106.1MHz (江陵), 103.1MHz (原州), 99.3MHz (太白), 88.3MHz (平昌), 101.3MHz (束草)
  - 开播 - 2003年10月10日 (春川, 江陵), 2009年6月1日 (原州), 2011年12月16日 (太白), 2012年9月1日 (橫城), 2016年 (束草)
  - 識別訊號：：HLCG-FM
  - 联盟 - 日本北海道电视台
  - 附屬於SBS Power FM（朝鲜语：SBS 파워FM）聯播網

## 姊妹台
- 日本：金澤電視台
- 中国：蘇州广播電視台

## 備註
1. ↑  2021年1月4日，江原民放迎來其開播20周年，原名稱更名為G1廣播。